# 新尾道車站
新尾道車站（日语：／ Shin-onomichi eki */?）位於日本廣島縣尾道市栗原町，由西日本旅客鐵道（JR西日本）所經營的鐵路車站。新尾道車站是山陽新幹線沿線的車站，也是該線最晚通車的幾個車站之一（同日通車的包括了東海道新幹線上的新富士、掛川與三河安城，與山陽新幹線上的東廣島等車站）。新尾道車站是個新幹線專用的車站，除了本身並無任何在來線與私鐵路線通過之外，與距離最近的山陽本線尾道車站之間相距約4公里，靠巴士接駁尚須15至20分鐘的時間，因此並不具有轉車站的功能。
與一般新幹線車站是根據官方的規劃而設置的作法不同，新尾道車站是由尾道市與鄰近的自治體共同籌措資金、自行負擔建設費用而設置的請願車站。然而，由於山陽新幹線沿線鄰近的兩個自治體（福山市與三原市）也分別擁有各自的新幹線車站（福山站與三原站），為避免列車太頻繁地停站，實際上在新尾道停靠的班次並不多。再加上轉車不便，每日平均只有1,099人的旅客人次（2006年數據），在山陽新幹線諸站中總是列於末尾幾名之中。停靠新尾道的列車主要是以每站皆停的回聲號（こだま）為主，除此之外尚有極少數的光號（ひかり）班次停站，旅客若欲搭乘其他高等車次，則需至隔鄰的福山車站轉車。

## 車站結構
對向式月台2面2線的高架車站，中央設有2條上下通過線。閘機、大堂位於2樓，月台位於3樓。只設1個閘口。不設乘客用升降機。

### 月台配置
| 月台 | 路線       | 方向 | 目的地           |
| ---- | ---------- | ---- | ---------------- |
| 1    | 山陽新幹線 | 下行 | 廣島、博多方向   |
| 2    | 山陽新幹線 | 上行 | 岡山、新大阪方向 |

## 相鄰車站
西日本旅客鐵道
山陽新幹線
福山－新尾道－三原

## 外部連結
- （日語）新尾道車站（JR西日本） （页面存档备份，存于）

34°25′48″N 133°11′25″E / 34.43000°N 133.19028°E
1. ↑  山陽新幹線バリアフリーガイドPDF